# 奇人探偵 銀鼠
『奇人探偵 銀鼠』（きじんたんてい ぎんねずみ）は、高口里純による日本の漫画作品。『ほんとうに怖い童話』（ぶんか社）にて、2014年6月号、8月号、2014年10月号、2015年4月号に掲載され、ぶんか社コミックスより全1巻にまとめられた。

## あらすじ
明治時代、探偵・銀鼠の活躍と、人の心の闇が描かれる。
File.1 グロテスク
旧華族・外庭家の長女である架浬子の婚礼間近、外庭家の跡取り息子である、弟の美比古が焼身自殺した。架浬子の婚礼後、外庭家を訪ねた探偵・銀鼠は、頭部が火傷だらけで包帯を巻いた架浬子の姿を目の当たりにする。
File.2 アナモル・フォーシス
宝塚家の美人三姉妹は、次々と樫の木正種に嫁ぐ。
File.3 ロカトール
山の手で妊婦が行方知れずとなった事件が起きた。
File.4 ラスト・エンジェル
銀鼠と毛利警部とが初めて出会った事件。

## 登場人物
銀鼠（ぎんねずみ）
探偵。事件の推理、解決よりも、人の心への好奇心で探偵業をしている。
毛利 兼継（もうり かねつぐ）
警部。銀鼠に情報を与える。
- File.１ グロテスク

外庭 架浬子（とば かりこ）
外庭家の長女。美比古の姉。銀鼠に自分の婚礼の間近に起きた、美比古の焼身自殺の真相の解明を依頼するが断られる。その後、予定通り赤石静馬との婚礼を挙げる。直後、生きていた美比古によって地下牢に閉じ込められる。だが、じいやと静馬を味方につけ、美比古を男に戻し、外庭家の使用人とした。
外庭 美比古（とば よしひこ）
外庭家の跡取り息子。架浬子の弟。昔からの風習で、生まれてからずっと女装し女として生きてきた。架浬子の婚礼間近、突然家族から「男に戻って架浬子の婚礼に出席しろ」と言われたのだが、男に戻るのが死ぬ程辛く、それを拒んだ。そして内密の恋人だった川江清志を殺して焼き、自分の焼死体だと見せかけた。
女として生きたいと思い、架浬子の婚礼直後、架浬子を地下牢に閉じ込め、架浬子の身代わりになって静馬と暮らそうとした。そして架浬子の身代わりだとバレないように顔を焼いた。しかし架浬子の逆襲に合う。
赤石 静馬（あかいし しずま）
美比古の焼身自殺事件のすぐ後、架浬子と婚礼した。美比古に架浬子を隠されたが、美比古の境遇を不憫に思い、美比古を架浬子として扱った。その事を架浬子に許されたので、美比古に身代わりを止めさせ男に戻すことに協力した。
じいや
外庭家に長く勤めている使用人。美比古に負い目を感じ、命令され、架浬子を地下牢に閉じ込めた。
川江 清志（かわえ きよし）
じいやの甥。女装の美比古を女だと思い込み、内密に恋人となっていた。しかし美比古が男だと知ると拒絶したため、美比古に殺された。死体を焼かれ、美比古の焼身自殺の死体だとされた。
- File.２ アナモル・フォーシス

樫の木 正種（かしのき まさたね）
男前の子爵。27歳。美しい女性の心の美しさを見定めるために、開かずの間の鍵を渡し「入ってはいけない」といいつけ、反応を見る。
宝塚 貴ゑ（たからづか きえ）
宝塚家の美人三姉妹の三女。姉達の復讐のために、樫の木正種の三人目の妻となる。銀鼠に「二人の姉の無念を晴らして欲しい」と依頼した。
宝塚 美緒（たからづか みお）
宝塚家の長女。樫の木正種の一人目の妻。屋敷の階段から落ち首を折って死亡。不慮の死とされる。
宝塚 沙保理（たからづか さほり）
宝塚家の次女。樫の木正種の二人目の妻。増水した川で溺死。不慮の死とされる。
- File.３ ロカトール

銀狼（ぎんろう）
代言人（弁護士）。銀鼠の双子の兄。見分けが付かないほど銀鼠と似ている。
つや
銀鼠の妻。
- File.４ ラスト・エンジェル

唐沢 頼来（からさわ らいら）
唐沢東木の娘。
唐沢 真理絵（からさわ まりえ）
唐沢東木の妻。
唐沢 東木（からさわ とうぼく）
名の知れた画家。
大森 晃造（おおもり こうぞう）
唐沢東木の内弟子で頼来の婚約者だった。

## 書誌情報
- 高口里純『奇人探偵 銀鼠』 ぶんか社 〈ぶんか社コミックス〉、全1巻
  1. 2015年4月17日発売、ISBN 978-4-8211-7697-7

### 書誌出典
- ぶんか社内のページ
  - 奇人探偵 銀鼠